# パリ交通公団

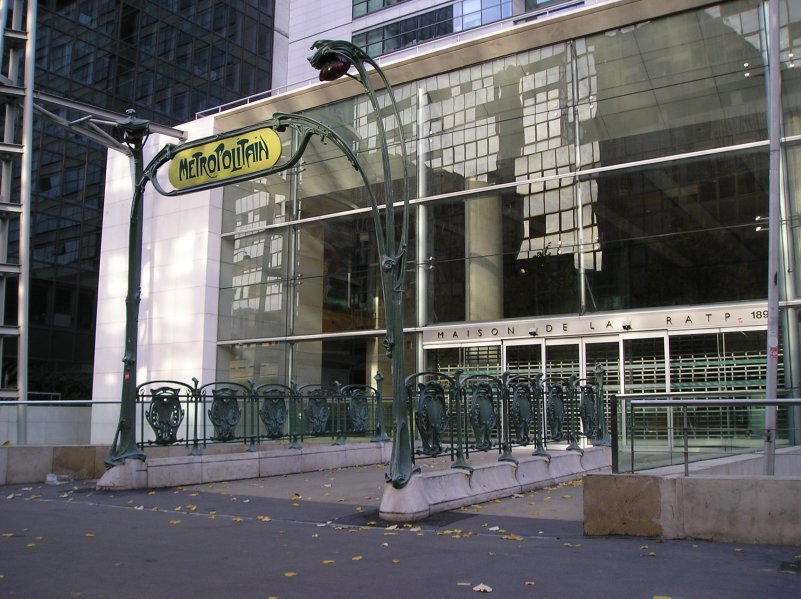
RATP本社

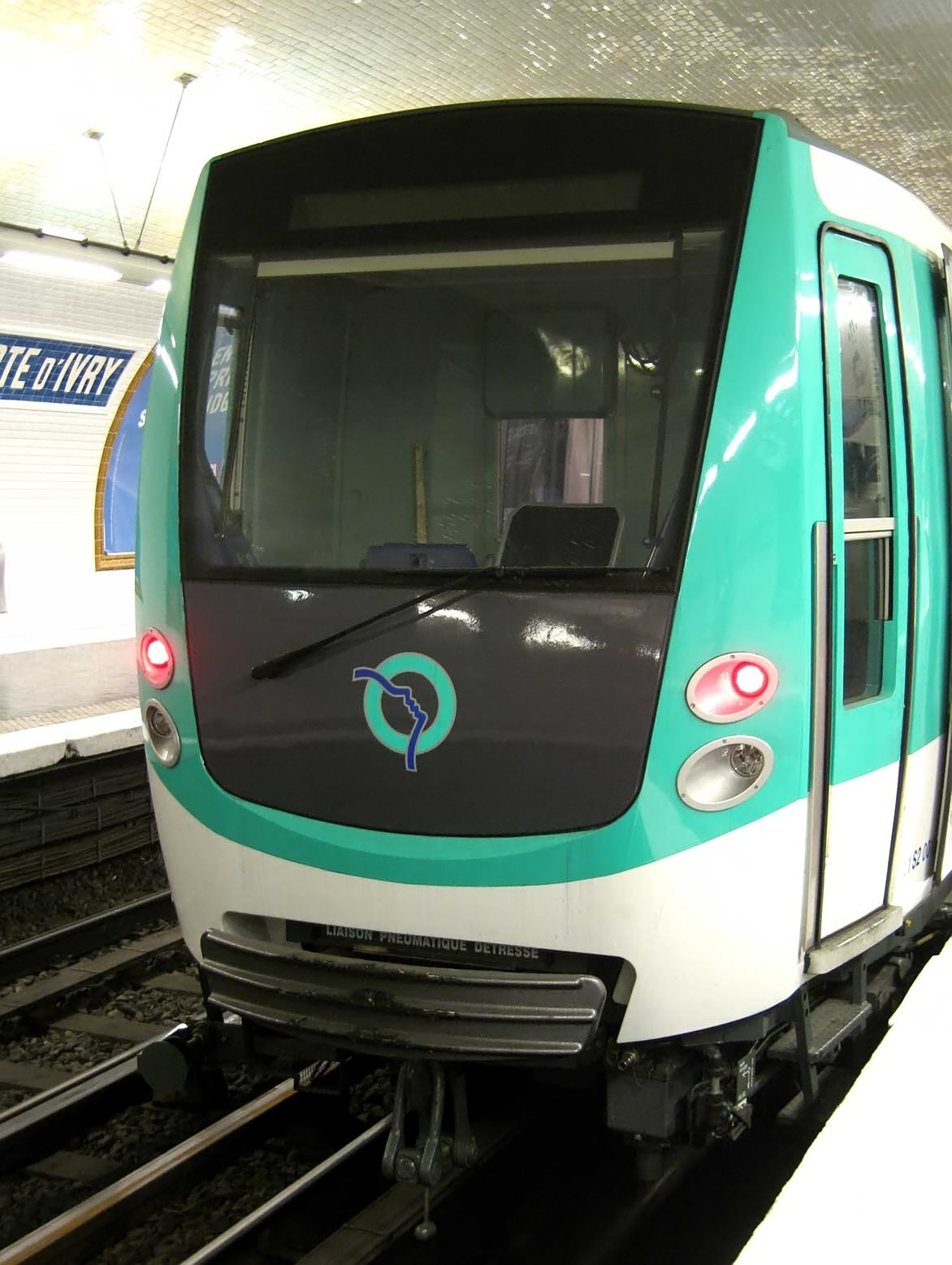
パリメトロ

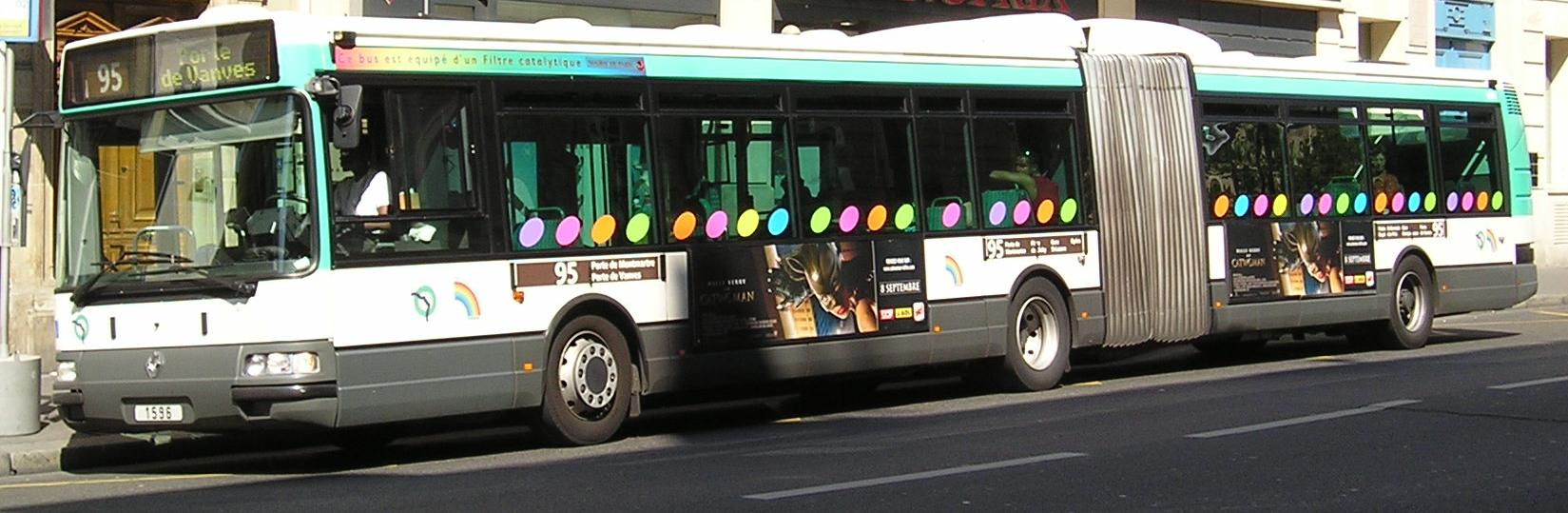
路線バス

パリ交通公団（Régie autonome des transports parisiens、略称RATP）は、フランスの首都パリとその周辺部の公共交通機関を運営する事業者である。パリ地域の交通に関する独立機関STIF（イル＝ド＝フランス交通連合）の下にあって、メトロやRER、路線バス網、3路線のトラム、モンマルトルのケーブルカーの運営を行っている。本社所在地は、パリ12区ラペ（河岸）通り (Quai de la Rapée) 54番地。

## 概要
RATPは1948年3月21日、それまでパリメトロを運営していたCMP（パリ都市鉄道会社）と、パリ地域で路線バスを運営していたSTCRP（パリ地域公共交通会社）の資産を統合する形で発足した。
CMPは1930年にSociété du Chemin de Fer Électrique Nord-Sud de Paris（パリ南北電気鉄道会社）を、1937年に現在はRER B線となっているソー線を合併している。
STCRPは1921年1月1日に設立され、パリの路面電車や路線バスを運営していたが、RATPになる頃には全ての路面電車は路線バスに取って代わられた。
現在、RATPは様々な交通機関を運営する事業者となっている。ドイツやイタリア、アメリカ合衆国の事業者とも関係を持ち、鉄道やバスの運行及び車両のメンテナンスも行っている。また、ノクティリアン (Noctilien) と呼ばれる深夜バスの運行もパリやイル＝ド＝フランス地域圏で行っている。
RATPのロゴは、上を見上げている女性の顔とイル＝ド＝フランス地域を蛇行しているセーヌ川を表したものである。

## 子会社
RATPは13か国106社にも及んでいる子会社を管理するためにRATP Dev(Développementの略語)を2002年に設立した。